# خالد المرزوقي
الدكتور خالد بن محمد حامد المرزوقي (20 أكتوبر 1951 -) هو أستاذاً بكلية الطب في جامعة الملك عبد العزيز، ورئيساً لنادي الاتحاد السعودي بجدة سابقا.

## حياته ونشأته
- ولد بمدينة جدة بالمملكة العربية السعودية وذلك عام 1371هـ.[3]

- بكالوريوس الطب والجراحة من كلية طب القصر العيني جامعة القاهرة 1975م / القاهرة - مصر[4]
- دبلوم أمراض القلب 1981م / فينا - النمسا
- دكتوراة الأمراض الباطنية 1984م / النمسا
- زمالة أمراض القلب 1984م / النمسا

## مسيرته
- معيد 1396هـ / كلية الطب - جامعة الملك عبد العزيز
- أستاذ مساعد 1985م / كلية الطب - جامعة الملك عبد العزيز
- أستاذ مشارك أمراض باطنية / كلية الطب - جامعة الملك عبد العزيز
- أستاذ أمراض باطنية 1427هـ / كلية الطب - جامعة الملك عبد العزيز.[5]

النشاطات :
- تدريس طلاب وطالبات الطب وطلاب الدراسات العليا.
- عضو عدة لجان رياضية وعملية.
- له اهتمامات ونشاطات رياضية عديدة وأحد أبرز الرياضيين السعوديين.

المصدر : http://kalmarzouki.kau.edu.sa/Default.aspx?site_id=0000364&lng=AR